# Janet Agren
Janet Agren, vero nome Lena Janet Yvonne Ågren (Landskrona, 6 aprile 1949), è un'attrice ed ex modella svedese.

## Biografia
Ancora adolescente, entra nel mondo dello spettacolo grazie a una zia, la quale la iscrive a un concorso di bellezza a Copenaghen; la vittoria ottenuta porta la diciassettenne Janet a iniziare l'attività di modella, ottenendo varie copertine sulle riviste internazionali, e lavorando, tra gli altri, per Christian Dior.

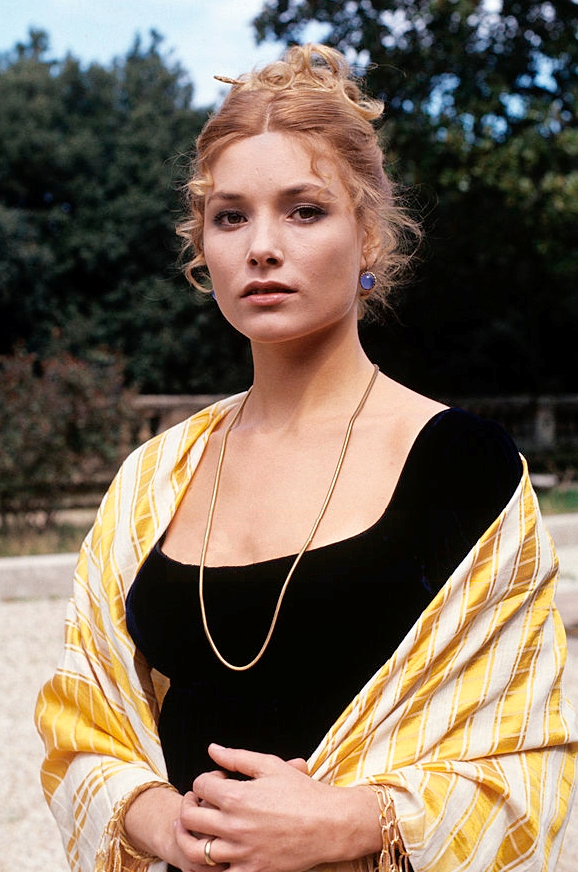
Janet Agren ne L'amaro caso della baronessa di Carini (1975)

Verso la fine degli anni sessanta giunge in Italia per intraprendere la carriera cinematografica. Il suo esordio avviene nel film I due crociati del 1968 con Franco e Ciccio, seguito da Donne... botte e bersaglieri (1968) di Ruggero Deodato e Colpo di stato (1969) di Luciano Salce. Sempre nel 1969 gira Il giovane normale di Dino Risi, ispirato a un romanzo di Umberto Simonetta al fianco di Lino Capolicchio. Agren viene in seguito messa sotto contratto dalla Vides di Franco Cristaldi che la promuove a protagonista femminile di Io non spezzo... rompo (1971) di Bruno Corbucci e Io non vedo, tu non parli, lui non sente (1971) di Mario Camerini, entrambi interpretati da Enrico Montesano e Alighiero Noschese.
Nello stesso periodo, inizia a lavorare nei cabaret romani continuando comunque con la carriera cinematografica, interpretando il piccolo ruolo di una delle due infermiere di un miliardario americano nella commedia brillante, ambientata a Ischia e diretta da Billy Wilder Che cosa è successo tra mio padre e tua madre? (1972). Un altro ruolo significativo l'avrà con Ettore Scola in La più bella serata della mia vita (1972), tratto da un racconto di Friedrich Dürrenmatt e interpretato da Alberto Sordi.
L'invasione di numerose pellicole del filone decamerotico la vede coinvolta in Racconti proibiti... di niente vestiti (1972) e in Fiorina la vacca (1973). Il primo dei due film boccaccesci sarà complice dell'incontro con il regista e sceneggiatore Brunello Rondi, che la dirigerà in altre pellicole (Tecnica di un amore e Ingrid sulla strada); sarà proprio su uno di questi set che conoscerà il produttore Carlo Maietto, che di lì a poco diventerà suo marito. Molti e diversi generi si avvalgono, nel corso del decennio, della sua presenza: dal western comico, al giallo erotico; dal poliziesco all'italiana, alla commedia sexy all'italiana. Nel 1975 approda anche sul piccolo schermo come protagonista femminile dello sceneggiato TV di grande successo L'amaro caso della baronessa di Carini.
La carriera procede, tra gli anni settanta e ottanta, con un'immersione profonda in tutti i generi più popolari del cinema italiano, privilegiando sopra gli altri la commedia e il genere comico-farsesco e affiancando attori come Paolo Villaggio in Sogni mostruosamente proibiti (1982) di Neri Parenti, Renato Pozzetto in Questo e quello (1983) di Corbucci, Johnny Dorelli in Vediamoci chiaro (1984) di Salce e poi ancora Gigi Proietti, Lando Buzzanca, Renzo Montagnani e alcuni nuovi comici emergenti come Massimo Boldi e Diego Abatantuono.
Breve ma particolarmente felice è il sodalizio artistico con Lino Banfi, inaugurato con la commedia sexy L'onorevole con l'amante sotto il letto (1981) di Mariano Laurenti, proseguito con un episodio dell'antologico Ricchi, ricchissimi... praticamente in mutande (1982) di Sergio Martino e concluso con Il pelo della disgrazia, episodio del film Occhio, malocchio, prezzemolo e finocchio (1983) sempre di Martino. Banfi la volle inoltre accanto a sé nel varietà televisivo Se Parigi trasmesso da Rai 2 nel 1982.
Recita anche con Bud Spencer nel film Superfantagenio (1986) di Bruno Corbucci. L'ultima trasformazione la vedrà cimentarsi come Scream queen per registi dell'horror italiano quali Umberto Lenzi (Mangiati vivi!, 1980), Lucio Fulci (Paura nella città dei morti viventi, 1980) e Giuliano Carnimeo (Quella villa in fondo al parco, 1988). Sul finire del decennio, con il definitivo tramonto del cinema di genere italiano, scema in Janet anche la passione per la recitazione; l'ultima sua volta sul grande schermo è datata 1991, in un film italo-brasiliano di scarso successo intitolato Per sempre, diretto da Walter Hugo Khouri.

## Vita privata
Lasciata definitivamente la carriera di attrice, nel 1992 si trasferisce a Miami, dove si reinventa architetto d'interni e designer di tessuti, fondando e portando avanti una sua azienda.

## Filmografia

Janet Agren e Alberto Sordi ne La più bella serata della mia vita (1972)

Janet Agren sul set di Racconti proibiti... di niente vestiti (1972)

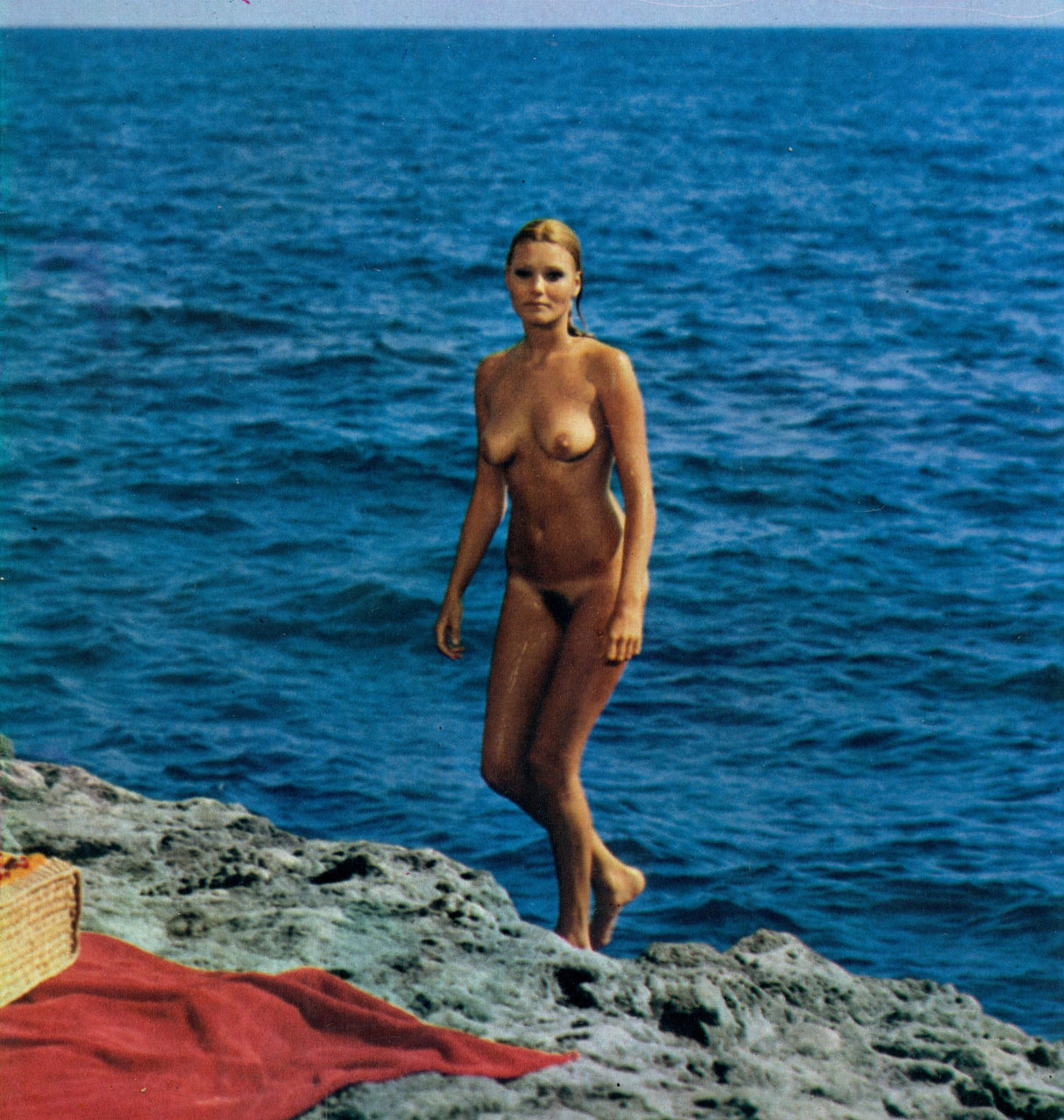
Un nudo statuario di Janet Agren in Tecnica di un amore (1973)

Janet Agren e Michael Craig in Per amore (1976)

Janet Agren e Duilio Del Prete in Stato interessante (1977)

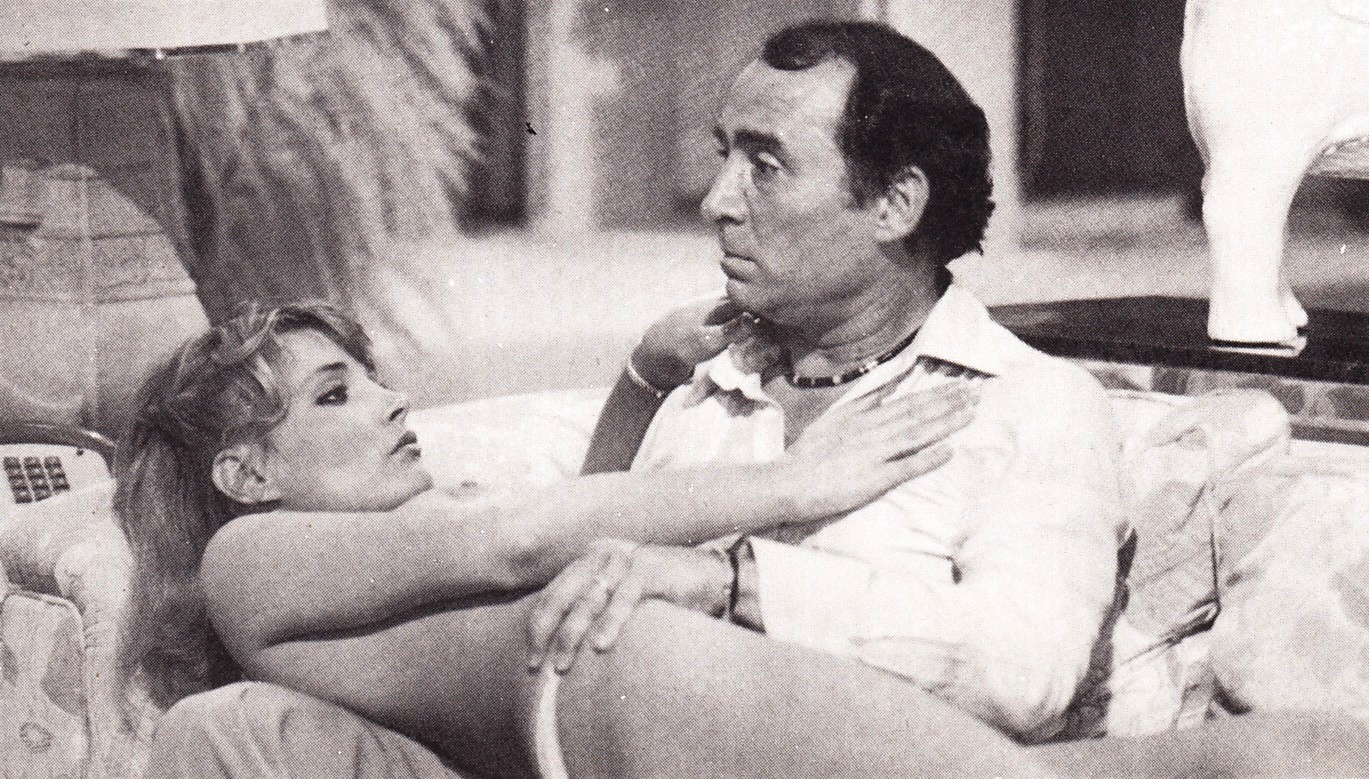
Janet Agren e Claude Brasseur in Aragosta a colazione (1979)

Janet Agren e Robert Kerman in Mangiati vivi! (1980)

Alvaro Vitali, Lino Banfi e Janet Agren ne L'onorevole con l'amante sotto il letto (1981)

Janet Agren e Renato Pozzetto in Questo e quello (1983)

### Cinema
- I due crociati, regia di Giuseppe Orlandini (1968)
- Donne... botte e bersaglieri, regia di Ruggero Deodato (1968)
- Colpo di stato, regia di Luciano Salce (1969)
- Il giovane normale, regia di Dino Risi (1969)
- Due occhi pieni di sole (Du soleil plein les yeux), regia di Michel Boisrond (1969)
- Una sull'altra, regia di Lucio Fulci (1969)
- Pussycat, Pussycat, I Love You, regia di Rod Amateau (1970)
- Io non vedo, tu non parli, lui non sente, regia di Mario Camerini (1971)
- Io non spezzo... rompo, regia di Bruno Corbucci (1971)
- Racconti proibiti... di niente vestiti, regia di Brunello Rondi (1972)
- Fiorina la vacca, regia di Vittorio De Sisti (1972)
- Colpiscono senza pietà (Pulp), regia di Mike Hodges (1972)
- Che cosa è successo tra mio padre e tua madre? (Avanti!), regia di Billy Wilder (1972)
- La più bella serata della mia vita, regia di Ettore Scola (1972)
- La vita, a volte, è molto dura, vero Provvidenza?, regia di Giulio Petroni (1972)
- Tecnica di un amore, regia di Brunello Rondi (1973)
- Ingrid sulla strada, regia di Brunello Rondi (1973)
- Il saprofita, regia di Sergio Nasca (1974)
- L'erotomane, regia di Marco Vicario (1974)
- L'assassino ha riservato nove poltrone, regia di Giuseppe Bennati (1974)
- Sensualidad, regia di Germán Lorente (1975)
- La polizia interviene: ordine di uccidere!, regia di Giuseppe Rosati (1975)
- Paolo Barca, maestro elementare, praticamente nudista, regia di Flavio Mogherini (1975)
- Chi dice donna dice donna, regia di Tonino Cervi (1976)
- Vai col liscio, regia di Giancarlo Nicotra (1976)
- Per amore, regia di Mino Giarda (1976)
- Stato interessante, regia di Sergio Nasca (1977)
- Il commissario di ferro, regia di Stelvio Massi (1978)
- Bermude: la fossa maledetta, regia di Tonino Ricci (1978)
- A chi tocca, tocca...! (Agenten kennen keine Tränen), regia di Menahem Golan (1978)
- Indagine su un delitto perfetto, regia di Giuseppe Rosati (1978)
- Il commissario Verrazzano, regia di Franco Prosperi (1978)
- Aragosta a colazione, regia di Giorgio Capitani (1979)
- Sette ragazze di classe, regia di Pedro Lazaga (1979)
- Prestami tua moglie, regia di Giuliano Carnimeo (1980)
- Vendetta napoletana (Maria) (Maria - Nur die Nacht war ihr Zeuge), regia di Ernst Hofbauer (1980)
- Mangiati vivi!, regia di Umberto Lenzi (1980)
- Paura nella città dei morti viventi, regia di Lucio Fulci (1980)
- L'onorevole con l'amante sotto il letto, regia di Mariano Laurenti (1981)
- La gatta da pelare, regia di Pippo Franco (1981)
- L'inceneritore, regia di Pier Francesco Boscaro dagli Ambrosi (1982)
- Ricchi, ricchissimi... praticamente in mutande, regia di Sergio Martino (1982)
- Sogni mostruosamente proibiti, regia di Neri Parenti (1982)
- Bakterion, regia di Tonino Ricci (1982)
- Occhio, malocchio, prezzemolo e finocchio, regia di Sergio Martino (1983)
- Mystère, regia di Carlo Vanzina (1983)
- Questo e quello, regia di Sergio Corbucci (1983)
- Vediamoci chiaro, regia di Luciano Salce (1984)
- Yado (Red Sonja), regia di Richard Fleischer (1985)
- Superfantagenio, regia di Bruno Corbucci (1986)
- Vendetta dal futuro, regia di Sergio Martino (1986)
- La notte degli squali, regia di Tonino Ricci (1987)
- Il ragazzo dal kimono d'oro, regia di Fabrizio De Angelis (1987)
- Quella villa in fondo al parco, regia di Giuliano Carnimeo (1988)
- Magdalene, regia di Monica Teuber (1989)
- Per sempre, regia di Walter Hugo Khouri (1991)

### Televisione
- L'amaro caso della baronessa di Carini, regia di Daniele D'Anza – miniserie TV (1975)
- Racconti fantastici, regia di Daniele D'Anza – miniserie TV (1979)

## Trasmissioni televisive
- Quantunque io (1977)
- Se Parigi... (1982)

## Discografia
- 1984 – Teddy Bear (Blond Records)

## Doppiatrici italiane
Nelle versioni in italiano delle opere in cui ha recitato, Janet Agren è stata doppiata da:
- Vittoria Febbi ne L'amaro caso della baronessa di Carini, Indagine su un delitto perfetto, Paura nella città dei morti viventi, La gatta da pelare, Ricchi, ricchissimi... praticamente in mutande, Questo e quello, Chi dice donna dice donna, Mangiati vivi!
- Laura Gianoli ne I due crociati, Quella villa in fondo al parco
- Mirella Pace ne Il giovane normale, Fiorina la vacca
- Rossella Izzo ne L'assassino ha riservato nove poltrone, Paolo Barca, maestro elementare, praticamente nudista
- Micaela Esdra in Racconti proibiti... di niente vestiti
- Maria Pia Di Meo ne Il commissario di ferro
- Rita Savagnone ne Il commissario Verrazzano
- Lorenza Biella ne L'onorevole con l'amante sotto il letto
- Sonia Scotti in Sogni mostruosamente proibiti
- Isabella Pasanisi in Mystère
- Ludovica Modugno in Yado